# Saint-Pierre-la-Bruyère
 Saint-Pierre-la-Bruyère  es una población y comuna francesa, situada en la región de Baja Normandía, departamento de Orne, en el distrito de Mortagne-au-Perche y cantón de Nocé.

## Demografía
| 196 | 170 | 194 | 294 | 474 | 446 |
| Para los censos de 1962 a 1999 la población legal corresponde a la población sin duplicidades (Fuente: INSEE [Consultar]) |     |     |     |     |     |